# Ztratil se robot AL-76

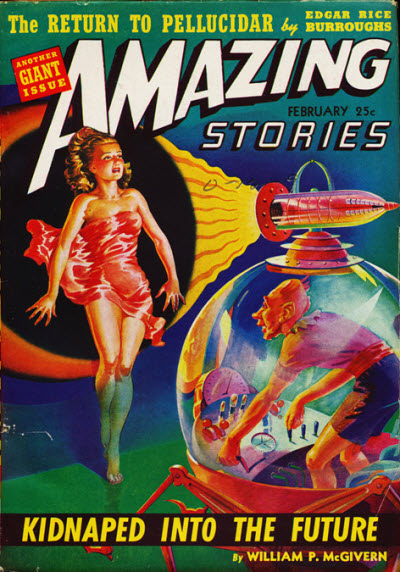
Titulní strana Amazing stories z února 1942.

Ztratil se robot AL-76 (anglicky „Robot AL-76 Goes Astray“) je humorná sci-fi povídka spisovatele Isaaca Asimova, která vyšla poprvé v únoru 1942 v časopise Amazing Stories. Byla následně zařazena do sbírek The Rest of the Robots (1964) a The Complete Robot (1982). Česky vyšla ve sbírkách Roboti a androidi (1988) a Robohistorie I. (2004).

## Postavy
- Jonathan Quell - zaměstnanec firmy Americká korporace robotů a mechanických lidí (AKRaML)
- Sam Tobe - ředitel firmy AKRaML
- Austin Wilde - robotik z AKRaML
- Randolph Payne - kutil
- Miranda Payne - Randolphova manželka
- Lemuel Oliver Cooper
- Saunders - šerif
- Jacob Linker - farmář zvaný Zplihlý Jake

## Děj
Během transportu šesti nových robotů z Americké korporace robotů a mechanických lidí (AKRaML, v anglickém originále US Robots and Mechanical Men) na měsíční základnu Disinto se jeden z nich ztratí. Roboti jsou určeni pro důlní práce a ztráta jednoho z nich způsobí na Zemi poprask. Ředitel AKRaML jej chce mít co nejdříve zpátky a tak je vyhlášeno pátrání. Nikdo přesně neví, co může robot udělat.
Mezitím se chybějící robot AL-76 dostane ke srubu Randolpha Paynea. Je zmatený, lidé před ním prchají a on se stále domnívá, že je na Měsíci. Nějak mu však nesedí barvité prostředí, podle jeho instrukcí by mělo být šedé a fádní. Payne se ve srubu věnuje opravám všelijakých zařízení, má tak klid od své náročné manželky Mirandy. Dojde mu, že má před sebou pohřešovaného robota a napadne jej, že by mohl snadno získat tučnou odměnu, roboti jsou totiž velmi drazí. Hodlá jej zdržet, aby firmě nahlásil nález, avšak AL-76 tvrdošíjně opakuje, že musí mít Disinto a pracovat. Rozhodne se postavit si vlastní Disinto ze součástek, kterými Payne disponuje.
Během stavby jej spatří Lemuel Oliver Cooper, který si myslí, že robot zabil majitele srubu Randolpha. Okamžitě běží za šerifem Saundersem, jenž zorganizuje trestnou výpravu složenou z místních farmářů. Robot mezitím zkonstruuje jakési monstrum, z něhož čouhají dráty, trubky a všelijaká kola. Poslední věci, které potřebuje, jsou obyčejné baterie. 
Farmáři v čele s šerifem se přiblížili a chystají se robota zasypat sprškou střel, ten o nich netuší a spustí Disinto. Nastane obrovský výbuch energie, který pohltí 75 stromů, 2 stodoly, 3 krávy a horní tři čtvrtiny hory Duckbill. Vyděšený Randolph přikáže robotovi, aby věc zničil a na všechno zapomněl. Už mu nezáleží na odměně a prchá pryč. Na místo se dostanou robotici z AKRaML a zjistí, že robotovi někdo dal příkaz, aby všechno zapomněl, tedy i výrobní postup. Je to velká škoda, neboť během improvizace sestrojil provizorní Disinto, které vyvinulo energii na zničení hory a části krajiny pouze ze dvou baterií, zatímco měsíční Disinto spotřebovává velké množství energie.